# Георги Живков
Георги Атанасов Живков (1844 – 6 май* 1899) е български революционер и политик от Народнолибералната партия. Той е на три пъти председател на Народното събрание, регент на България след абдикацията на княз Александър I (1886 – 1887) и министър на народното просвещение (1886, 1887 – 1893).

## Биография

### Произход, образование и работа
Георги Живков е роден през 1844 година в Търново в семейството на търговеца Атанас Басмаджията. Той е брат на просветния деец Никола Живков, на социалистическата активистка Вела Благоева и на Мариола Колева и Роза Пискюлиева.
През 1860 година Живков завършва класното училище в Търново, след което учи за кратко във Военномедицинското училище в Цариград. След това е учител в Ески Джумая (1862 – 1864), Варна (1864 – 1868) и Русчук (1868 – 1869). Той взима участие във въстанието, вдигнато от Хаджи Ставри през 1862 година и в организирането на чети в края на 60-те години. Участва и в Априлското въстание и Сръбско-турската война през 1876 година.

### Професионална и политическа кариера
След Освобождението Георги Живков се включва активно в Либералната партия. Той е кмет на Търново, окръжен управител на София, директор на Варненската девическа гимназия. През 1885 г. е председател на Варненската книжевна дружина, която е първообраз на библиотеката в града.
По време на Контрапреврата през август 1886 година става министър на народното просвещение в първия кабинет на Васил Радославов. През есента на същата година за кратко е председател на IV обикновено народно събрание и III велико народно събрание. Георги Живков е един от ръководителите на организацията „България за себе си“. След като Петко Каравелов се оттегля от Регентския съвет, той заема мястото му и остава регент, заедно със Стефан Стамболов и Сава Муткуров, до избора на княз Фердинанд I през август 1887 година.
От 1887 година Живков е министър на народното просвещение в правителството на Стефан Стамболов и остава на този пост до 1893 година. През този период е основан Висшият педагогически курс, днес Софийски университет „Свети Климент Охридски“, и е приет Закон за народното просвещение. За кратко през 1890 г. изпълнява длъжността министър на финансите. От 1893 до падането на Стамболов през 1894 година Георги Живков е председател на VII обикновено народно събрание.

### Смърт
Георги Живков умира на 6 май (24 април стар стил) 1899 г.

## Награди
Награден с орден „За храброст“ I степен.

## Памет
На негово име е наречена бившата улица XX във Варна. Tова решение е взето през март 1912 г. на тържествено събрание на Варненското археологическо дружество по случай петдесетгодишнината на първото българско училище в града. Председателят на дружеството Херман Шкорпил предлага да се преименуват 30 улици (наречени линии) с имената на заслужили дейци на учебното дело и възраждането на българщината във Варна.
На Георги Живков е наречена и улица в квартал „Модерно предградие“ в София (Карта).